# 157A busz (Budapest)
A budapesti 157A jelzésű autóbusz 2014. április 1-jétől a Hűvösvölgy és a Budaliget, Géza fejedelem útja között közlekedik, e dátum előtt a 157-es járatszámot viselte. A vonalat a Budapesti Közlekedési Zrt. üzemelteti. A járműveket a Kőbányai és az Óbudai autóbuszgarázs állítja ki.

## Története
2014. március 31-ig a 157-es busz a Hűvösvölgy és Budaliget, Géza fejedelem útja között járt; 2014. április 1-jétől az útvonalát meghosszabbították – a Zerind vezér utcán és a 2012 ősze óta a Gróf Karátsonyi utca nevet viselő, korábban névtelen erdei úton – Solymár, Kerekhegyig, ahová hétköznap üzemkezdettől kötött menetrend szerint, 20 óra után, illetve hétvégi napokon pedig csak igény esetén közlekedik. A Géza fejedelem útjáig e dátumtól kezdve a 157A busz jár.

## Útvonala
| Budaliget, Géza fejedelem útja felé |
| Hűvösvölgy vá. – Hűvösvölgyi út – Hidegkúti út – Máriaremetei út – Nagyrét utca – Ördögárok utca – Kerekhegyi utca – Hímes utca – József Attila útja – Honfoglalás utca – Budaliget, Géza fejedelem útja vá. |
| Hűvösvölgy felé |
| Budaliget, Géza fejedelem útja vá. – Honfoglalás utca – József Attila útja – Hímes utca – Kerekhegyi utca – Ördögárok utca – Nagyrét utca – Máriaremetei út – Hidegkúti út – Hűvösvölgyi út – Hűvösvölgy vá. |

## Megállóhelyei
Az átszállás kapcsolatok között a 157-es jelzésű járat nincsen feltüntetve, mivel ugyanazon az útvonalon közlekednek.
| 0  | Hűvösvölgy végállomás                     | 12 | 29, 57, 63, 64, 64A, 64B, 157, 164, 164B, 257, 264 56, 56A, 59B, 61 Gyermekvasút | Autóbusz-állomás, Gyermekvasút állomás P+R |
| 1  | Bátori László utca                        | 11 | 57, 63, 64, 64A, 64B, 157, 164, 164B, 257, 264                                   |                                            |
| 2  | Bükkfa utca                               | 10 | 57, 63, 257                                                                      |                                            |
| 3  | Széchenyi utca                            | 9  | 57, 63, 257                                                                      |                                            |
| ∫  | Nagyrét utca                              | 8  |                                                                                  |                                            |
| 4  | Turul utca                                | 7  |                                                                                  |                                            |
| 5  | Ábránd utca                               | 6  |                                                                                  |                                            |
| 6  | Arany János utca                          | 5  |                                                                                  |                                            |
| 7  | Szirom utca                               | 4  |                                                                                  |                                            |
| 8  | Kerekhegyi utca                           | 4  |                                                                                  |                                            |
| 9  | Máriaremetei kegytemplom                  | 3  | 57, 257                                                                          |                                            |
| 10 | Köztársaság utca                          | 2  |                                                                                  |                                            |
| 11 | Honfoglalás utca                          | 1  |                                                                                  |                                            |
| ∫  | Budaliget, Géza fejedelem útja            | 0  |                                                                                  |                                            |
| 12 | Budaliget, Géza fejedelem útja végállomás | 0  |                                                                                  |                                            |